# 圣司提反堂 (爱丁堡)

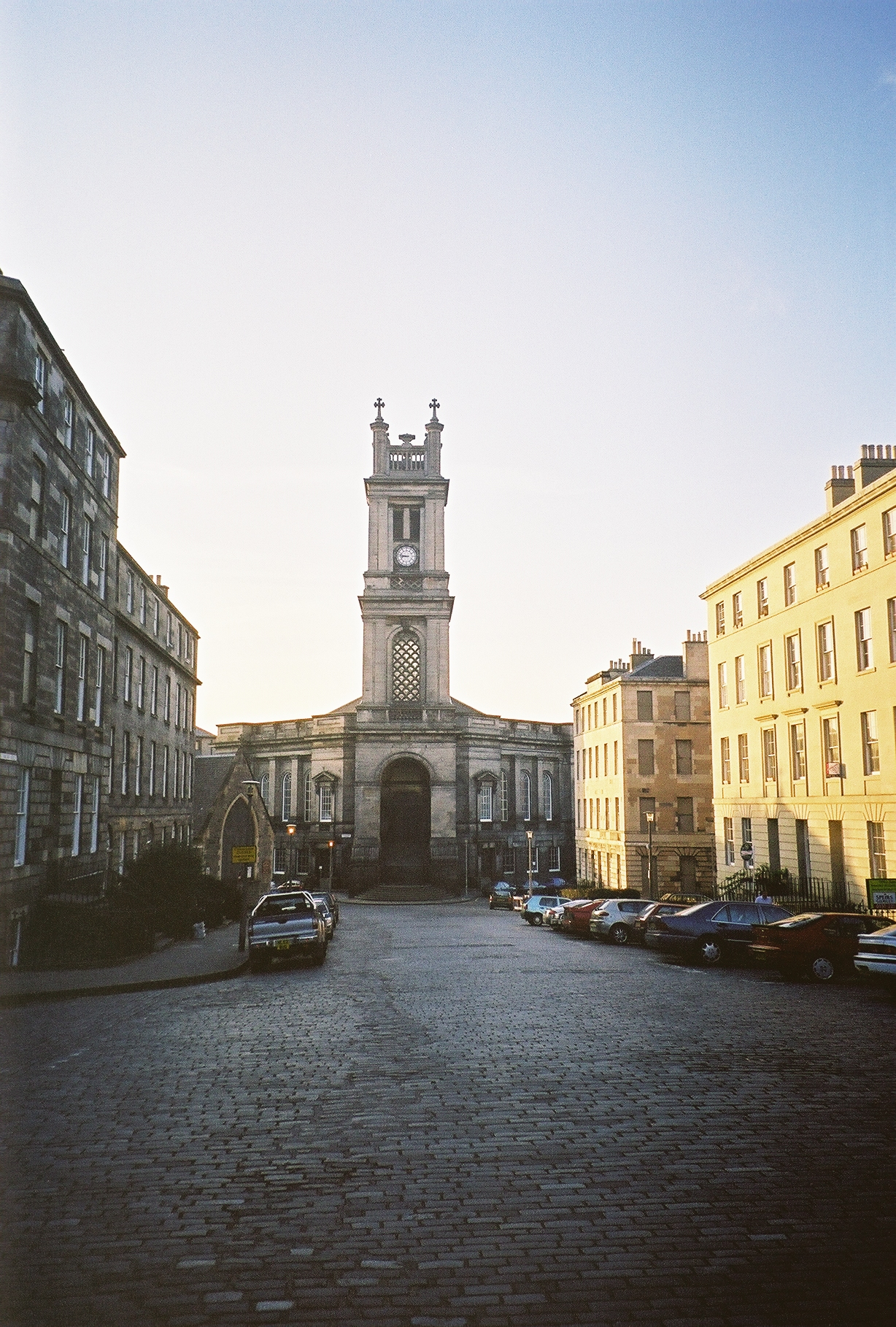

圣司提反堂（Saint Stephen's Church）位于苏格兰爱丁堡新城的圣文森街底部。它建于1827-1828年，由建筑师William Henry Playfair（1789年至1857年）设计。其钟楼高162英尺（49），在欧洲有最长的钟摆。
该堂的第一任牧师是威廉·穆尔，他在该堂开了一所夜校，对文盲进行教育。
该堂信徒已经减少。但多年来曾举办爱丁堡国际艺穗节的许多音乐，舞蹈和戏剧活动。
2014年6月27日，电视游戏制片人和Rockstar North总裁Leslie Benzies宣布达成一项协议，以50万英镑购买这座教堂。他计划保护这座建筑物。